# Номерні знаки Німеччини
Автомобільні номерні знаки Німеччини використовуються для реєстрації транспортних засобів у Німеччині. Вони використовуються для перевірки законності використання, наявності страхування та ідентифікації транспортних засобів.
Номерні знаки раніше прив'язувалися до місця реєстрації автомобіля та автовласника. У разі зміни автовласником місця постійного проживання чи продажу автомобіля в інший регіон реєстрації транспортний засіб мав бути перереєстрований і отримати новий номерний знак. Однак федеральні землі Гессен, Шлезвіг-Гольштейн, Бранденбург, Саксонія, Тюрингія та Північний Рейн-Вестфалія прийняли відповідні закони, які зробили не обов'язковою зміну реєстрації автомобіля у випадку зміни місця проживання автовласника чи зміни власника. Після цього федеральний уряд ухвалив відповідний загальнонаціональний закон, який набрав чинності 1 січня 2015 року.

## Формат

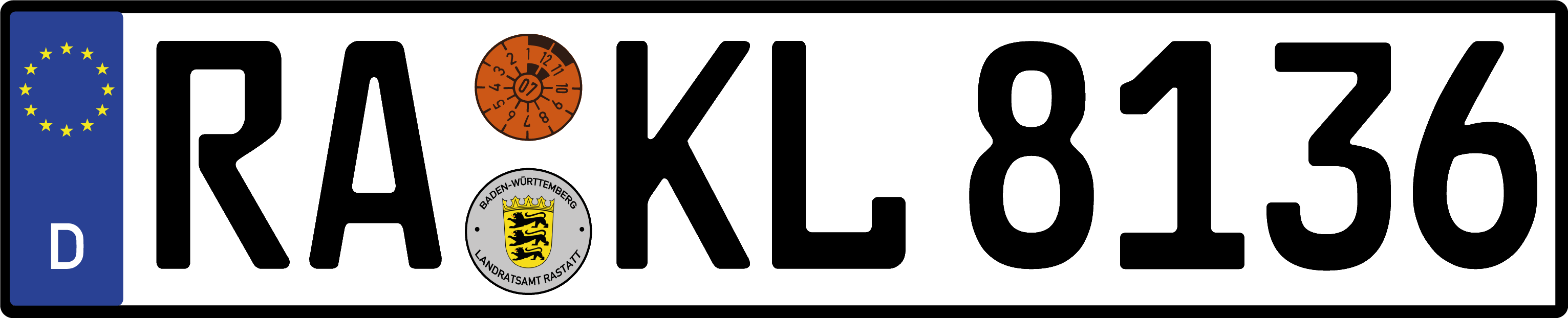
Німецький номерний знак після 1994 року (стиль FE).

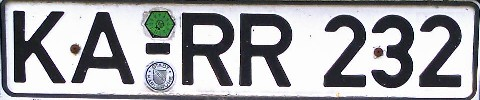
Німецький номерний знак до 1994 року (DIN-стиль), який не випускається, але досі в обігу.

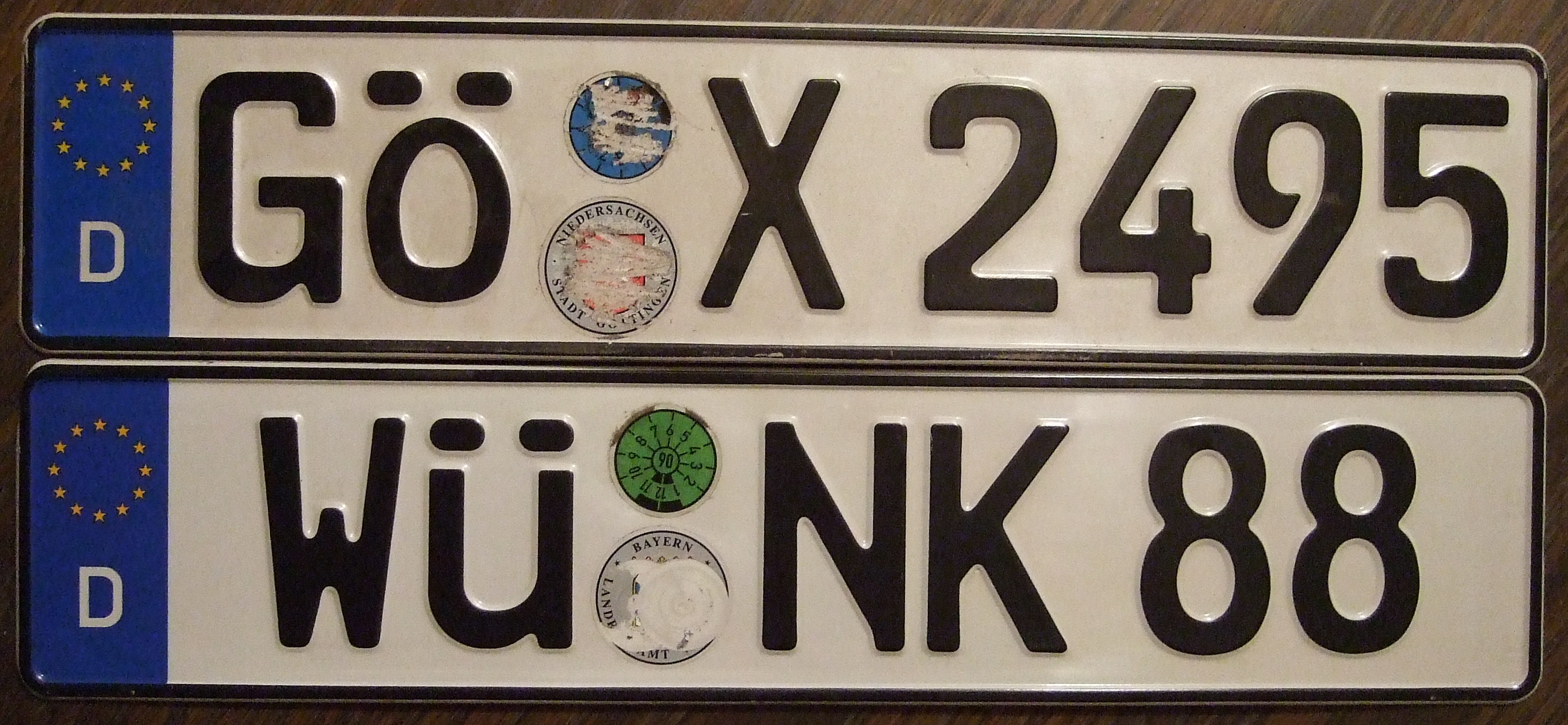
Допускається використання діактричних знаків.

Карта німецьких реєстраційних округів та коди їхніх номерних знаків.

Чинний формат німецьких номерних знаків діє з 1994 року. Номерний знак містить смугу ЄС із кодом країни (D  — Deutschland — Німеччина).
Пластина номерного знака має біле тло і чорні символи. Після смуги ЄС — дво-тризначний літерний код регіону. Раніше префікси збігалися з німецькими округами. З 2013 року введено префікси колишніх районів.  У деяких випадках міський округ та навколишні неміські райони мають один і той же літерний код. Там, де це практикується, кількість наступних літер і цифр може відрізнятись. Наприклад, міський округ Штраубінг (SR) має одну літеру після префіксу (SR-A 123). Прилеглий район Штраубінг-Боген має дві літери (SR-AB 123) після префіксу. Таке розділення існує не в кожному регіоні.
Кількість літер у коді префікса регіону здебільшого відображає розміри та заселеність району. Основна концепція полягала в тому, щоб вирівняти кількість цифр на всіх номерних знаках, оскільки найбільші райони мали б більше цифр після префікса для більшої кількості автомобілів. Найбільші німецькі міста, як правило, мають лише однолітерні префікси (B — Берлін, М — Мюнхен , К — Кельн, F — Франкфурт-на-Майні, L — Лейпциг, S — Штутгарт), більшість інших районів Німеччини мають дво-трилітерні коди. Тому міста або райони з меншою кількістю літер на знаку, як правило, вважаються більшими та є важливими центрами.
Райони у Східній Німеччині, як правило, мають більше літер префіксу з двох причин:
- У східнонімецьких районах проживає менше людей, тому кількість зареєстрованих автомобілів менше, а отже, і використання трилітерних кодів.
- З введенням чинної системи 1 липня 1956 року в тодішній Західній Німеччині, включно із Західним Берліном, префікси були зарезервовані для всіх східнонімецьких районів того часу. Тим не менш, багато з цих районів були ліквідовані, а в 1990 році після возз'єднання Німеччини, багато можливих більш коротких комбінацій вже були використані в Західній Німеччині.

Є ряд винятків, коли велике місто має дволітерний префікс. Наприклад, друге місто Німеччини Гамбург (HH, Hansestadt Hamburg, через історичне членство в Ганзейській унії отримало загальноприйнятий і відомий префікс). Подібний випадок мають міста Бремен і Бремерхафен, які мають префікс НВ.
У 1956 році Любеку надано колишній префікс HL, який вже використовувався між 1906 та 1937 роками. За аналогією з цими трьома північно-західними містами, але без історичних прикладів колишніх префіксів, чотири північно-східні ганзейські міста, Грайфсвальд, Росток, Штральзунд і Вісмар, мають префікси HGW, HRO, HST і HWI відповідно, оскільки короткі префікси вже мали західнонімецькі райони: HG — Верхній Таунус, HR — Швальм-Едер, HS — Гайнсберг і HW — Галле.
Найзахідніші німецькі округи мають префікси, отримані від назв їхніх столиць: Аммерланд (WST, від Вестерштеде), Дітмаршен (HEI, від Гайде), Гарбург (WL, від Вінзена в Луе), Герцогства Лауенбург (RZ, Ратцебурга) і т.д.
Літера «G» була зарезервована для східнонімецького міста Гера, хоча воно менше за західнонімецький Гельзенкірхен (GE). Літера «L» була зарезервована для Лейпцига, але в 1977 році  була призначена для новоствореного міста Лан та сільського району Лан-Дилль-Крайс. У 1990 році Лейпцигу призначено префікс «L», а Лан-Ділл-Крайс — LDK
На номерних знаках між літерним префіксом і числовим серійним номером розміщуються наклейки з гербами регіонів та страхувальних талонів.

### Заборонені комбінації
Комбінації, які вважаються політично неприйнятними — головним чином через наслідки, пов'язані з періодом Третього Рейху заборонені або іншим чином уникаються. Район Саксонська Швейцарія використовував префікс скорочення свого головного міста Пірна (PIR), щоб уникнути використання «SS». Аналогічним чином не використовується SA. У 2004 році в Нюрнберзі автовласник отримав відмову у видачі номерного знака зі сполученням літер «N-PD» через подібність з абревіатурою політичної партії НДПН. Комбінації STA-SI, ХЕІ-L, IZ-AN і WAF-FE також уникаються.

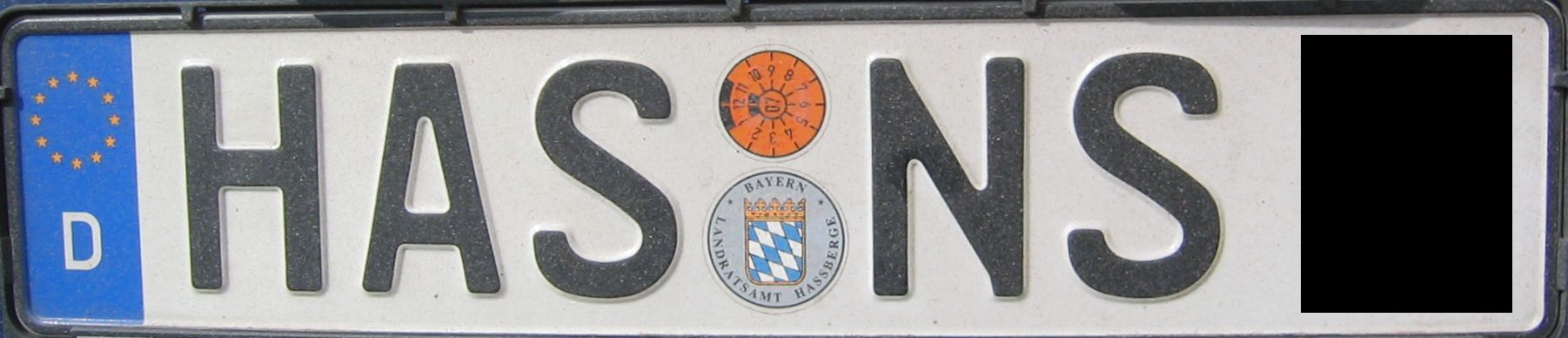
Номерний знак із забороненою комбінацією. Виданий випадково.

Заборонені комбінації також включають нацистські абревіатури «HJ» (Hitlerjugend), «NS» (Nationalsozialismus), «SA» (Sturmabteilung ), «SS» (Schutzstaffel), «KZ» (Konzentrationslager) і «SD» (Sicherheitsdienst). Однак, комбінація «HH» (яку можна було б тлумачити як «Heil Hitler») до цих пір використовується для Гамбурга. Комбінація AH (яка може бути інтерпретована як Adolf Hitler) використовується для району Боркен.
У Бранденбурзі не видають номерних знаків, що якось можуть натякати на нацистський період історії. Не випускаються номерні знаки з комбінаціями 1888, 8818, 8888 або закінченням 88, 888, 188. Комбінації «AH 18» і «HH 18» також не можуть бути видані.

### Шрифт
На німецьких номерних знаках використовують шрифт «FE-Schrift». Літери O та Q не замикають у коло, що їх не можна було переплутати, так як і P та R.

### Спеціальні коди

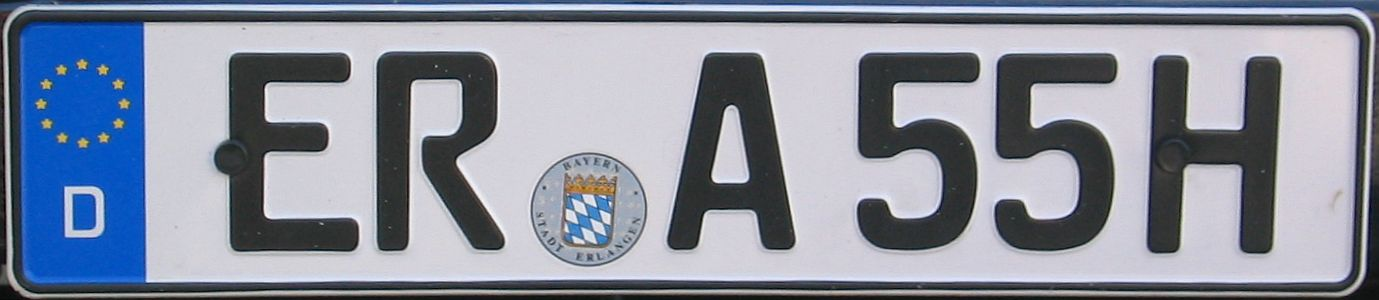
Номерний знак класичного автомобіля

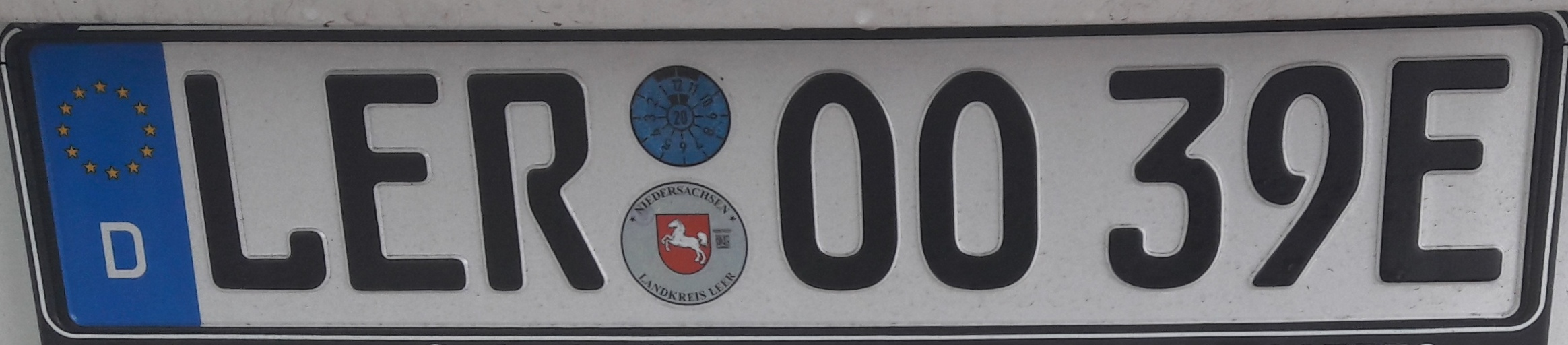
Номерний знак електромобіля

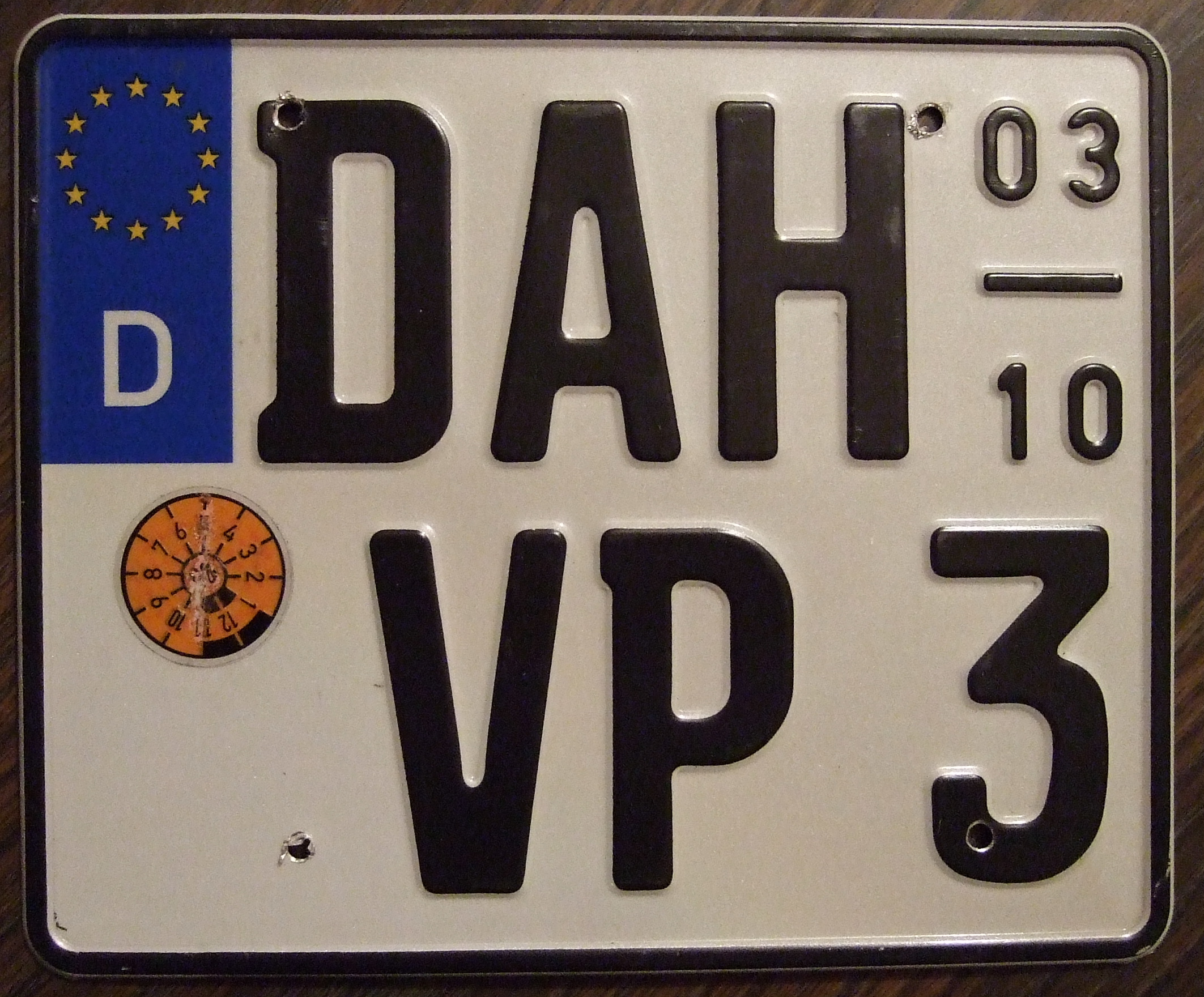
Тимчасовий номерний знак з терміном придатності

- Класичний автомобіль — позначення літерою «H» у кінці номерного знака (Historisch). Приклад — K-AA 100H .

- Електромобіль — позначення літерою «E» у кінці номерного знака (Elektrisch). Видається для ліцензованих електромобілів та гібридів з електричним запасом ходу не менше 40 км.[6][7]

- Тимчасові — задля уникнення сплати повних податкових стягнень з автомобілів з тимчасовою реєстрацією (транзитні).

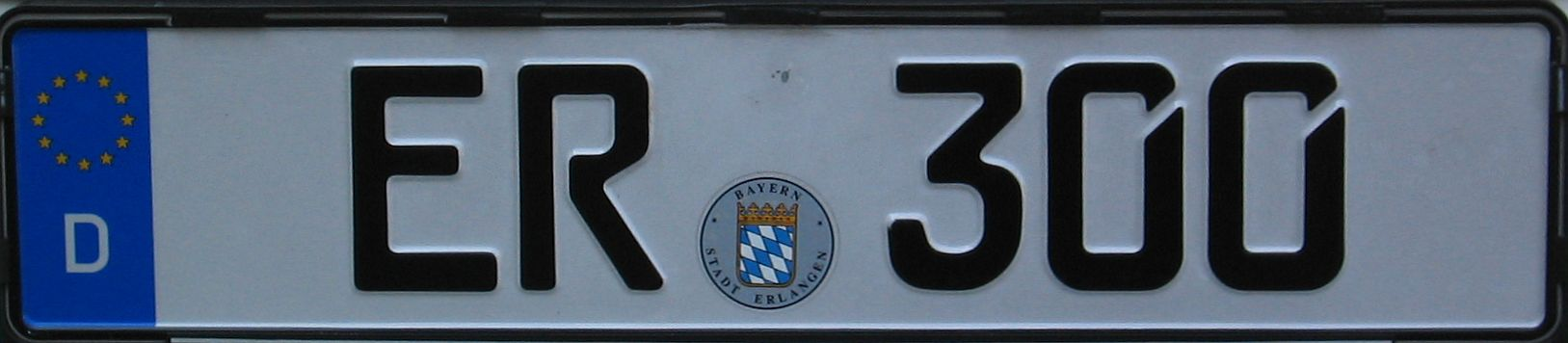
Номерний знак пожежної служби

- Службові транспортні засоби — муніципальні та регіональні служби: чиновники, служби охорони здоров'я, безпеки та правопорядку.

Службові коди:
- - транспортні засоби районного управління: 1-199, 1000-1999, 10000-19999
  - транспортні засоби місцевого самоврядування (наприклад: пожежна служба): 200-299, 2000-2999, 20000-29999, 300-399
  - поліція: 3000-3999, 7000-7999, 30000-39999, 70000-79999
  - ліквідація наслідків стихійного лиха: 8000-8999, 80000-89999.
- Транспортні засоби, які звільняються від сплати державного мита — автомобілі швидкої допомоги, трактори, причепи та сільськогосподарські агрегати. Мають зелену наліпку у перхній частині номерного знака.
- Незареєстровані транспортні засоби — номерні знаки дійсні лише протягом п'яти днів. Код починається з цифр «04», наприклад, DD-04000, а на пластині праворуч вказаний термін придатності. Дата вказується чисельно у три ряди.
- Дилерські — номерний знак з білим тлом і червоними символами з початковим числом «06».
- Колекційні — на червоному тлі з білими символами з початковим числом «07».
- Експортні — з білим тлом і чорними символами, з червоною смугою праворуч, де вказується кінцева дата дії номерного знака.
- Дипломатичні — замість префікса регіону реєстрації вказується цифра «0».
- Найвищих посадових осіб —  президент — 0-1, канцлер — 0-2, міністр закордонних справ — 0-3 і перший державний секретар в міністерстві закордонних справ — 0-4. Голова парламенту — 1-1.
- Військові — біле тло з чорними символами і німецьким прапором замість смуги ЄС. Замість регіонального префікса — «Y».
- Федеральні служби — окремі гілки федерального уряду, федеральних зборів та інших служб використовують скорочення своїх назв замість коду міста.
- Федеральної поліції — замість регіонального поліція використовує префікс «BP» (Bundespolizei). До 2006 року використовувався код «BG» (Bundesgrenzschutz).
- Поліція Північного Рейну-Вестфалії — використовує «NRW 4», «NRW 5», для мотоциклів «NRW 6» в якості локального коду. Далі йде чотиризначне число (наприклад, NRW 4-1960). 4, 5 і 6 — для Державного міністерства внутрішніх справ.

## Страхові та екологічні наліпки

### Колірні схеми страхових наліпок
| Колір | Колір   | Рік  | Рік  | Рік  | Рік  | Рік  | Рік  | Рік  | Рік  | Рік  | Рік  | Рік  |
| ----- | ------- | ---- | ---- | ---- | ---- | ---- | ---- | ---- | ---- | ---- | ---- | ---- |
|       | Чорний  | 1990 | 1993 | 1996 | 1999 | 2002 | 2005 | 2008 | 2011 | 2014 | 2017 | 2020 |
|       | Синій   | 1991 | 1994 | 1997 | 2000 | 2003 | 2006 | 2009 | 2012 | 2015 | 2018 | 2021 |
|       | Зелений | 1992 | 1995 | 1998 | 2001 | 2004 | 2007 | 2010 | 2013 | 2016 | 2019 | 2022 |
| Колір | Колір        | Рік  | Рік  | Рік  | Рік  | Рік  | Рік  | Рік  | Рік  | Рік  |
| ----- | ------------ | ---- | ---- | ---- | ---- | ---- | ---- | ---- | ---- | ---- |
|       | Помаранчевий | —    | 1979 | 1983 | 1989 | 1995 | 2001 | 2007 | 2013 | 2019 |
|       | Синій        | —    | 1978 | 1984 | 1990 | 1996 | 2002 | 2008 | 2014 | 2020 |
|       | Жовтий       | —    | 1977 | 1985 | 1991 | 1997 | 2003 | 2009 | 2015 | 2021 |
|       | Коричневий   | 1974 | 1980 | 1986 | 1992 | 1998 | 2004 | 2010 | 2016 | 2022 |
|       | Рожевий      | 1975 | 1981 | 1987 | 1993 | 1999 | 2005 | 2011 | 2017 | 2023 |
|       | Зелений      | 1976 | 1982 | 1988 | 1994 | 2000 | 2006 | 2012 | 2018 | 2024 |

### Галерея
|                                  |
| Номерний знак рятувальної служби |

|                                                     |
| Номерний знак неоподаткованого транспортного засобу |

|                                                                    |
| Тимчасовий номерний знак для незареєстрованих транспортних засобів |

|                          |
| Дилерський номерний знак |

|                          |
| Експортний номерний знак |

|                               |
| Спеціальна експортна пластина |

|                                              |
| Номерний знак посольства Індонезії в Берліні |

|                                  |
| Номерний знак консула в Гамбурзі |

|                                               |
| Номерний знак федерального канцлера Німеччини |

|                                                |
| Номерний знак військового транспортного засобу |

|                                                              |
| Номерний знак федеральної служби з технічного обслуговування |

|                                  |
| Номерний знак федеральної служби |

|                                   |
| Номерний знак федеральної поліції |

|                             |
| Номерний знак митної служби |